# Jessica Watson
Jessica Watson (Gold Coast, 18 maggio 1993) è una velista australiana.
Sebbene abbia reclamato il record di velista più giovane al mondo a completare la circumnavigazione del globo in solitaria, il suo record non è stato riconosciuto.

## Biografia
Jessica Watson è nata a Gold Coast, nel Queensland australiano, seconda dei quattro figli di Roger e Julie Watson, neozelandesi trasfertitisi in Australia nel 1987, pertanto possiede il doppio passaporto, australiano e neozelandese.
Ha una sorella maggiore (Emily) e un fratello e una sorella minori (Tom e Hannah). Tutti e quattro navigano sin da bambini e la famiglia stessa è vissuta per cinque anni a bordo di una barca di 16 metri; i bambini della coppia hanno studiato per corrispondenza. In seguito hanno abitato su un vecchio bus a due piani fuori servizio e riadattato. Quando Jessica aveva 11 anni, sua madre le ha letto il libro di Jesse Martin (altro giovane circumnavigatore del globo) Lionheart: A Journey of the Human Spirit. Ciò ha fatto maturare in Jessica il desiderio di emulare l'impresa.
Pertanto, nel 2008, ha annunciato ufficialmente il suo proposito di intraprendere a sua volta la circumnavigazione del globo per riuscire nell'impresa come Jesse Martin. Il Los Angeles Times ha riportato la ragione addotta da Jessica riguardo al suo viaggio: 

## La barca
La barca è uno sloop lungo 10.23 metri, modello Sparkman & Stephens 34, lo stesso modello usato da altri giovani circumnavigatori del globo, come Jon Sanders, David Dicks e Jesse Martin. È stata scelta e preparata alla grande impresa da Don McIntyre e Bruce Arms, marinai di lunga data Jessica ha a sua volta collaborato al suo allestimento; il nome, Ella's Pink Lady, è stato imposto dallo sponsor principale del giro del mondo: la casa cosmetica francese Ella Baché.

## Prove e collisione
Le prove in mare a bordo della Ella's Pink Lady sono iniziate ai primi del 2009 nella zona tra Gold Coast, Brisbane e Sydney, e si sono svolte perlopiù senza intoppi.
Tuttavia, durante una prova in mare da Brisbane a Sydney, nella prima notte dopo aver lasciato Brisbane, alle 2:00 di notte del 9 settembre 2009 Jessica è andata addosso alla Silver Yang, un cargo da 63.000 tonnellate, di fronte a Point Lookout. Lo sloop Ella's Pink Lady perde l'albero nell'impatto, ma Jessica riesce a riprendere il controllo e a ricondurre la barca a Southport grazie al motore d'emergenza.
Il primo rapporto dell'Australian Transport Safety Bureau (l'organismo preposto a casi come questi) affermava che Jessica Watson in quel momento stava dormendo, dato che sebbene avesse controllato il radar prima di coricarsi, non aveva individuato la Silver Yang. Ciò ha causato, quattro minuti dopo, l'incidente. Il rapporto affermava anche che la Silver Yang, in ottemperanza al protocollo, aveva segnalato otticamente e uditivamente la sua presenza, per poi cercare di cambiare direzione, ma ciò non è bastato ad evitare lo sloop. Il Bureau tenderebbe ora a dividere la colpa tra la ragazzina e il mercantile e sta scrivendo un nuovo rapporto, che sarà pubblicato in data ignota.

## Critiche e supporto
Il progetto di Jessica è stato duramente criticato, specie dopo l'incidente di qui sopra. Barry Tyler della rivista Pacific Motor Yacht scrive: 
 Dubbi al riguardo sono stati espressi anche da Phil Jones, il presidente di Yachting Australia, e da Grant Wharington, skipper della nave Skandia, che pure ha affermato di essere stato impressionato da Jessica dopo averla incontrata, ma quando le ha suggerito di fare più esperienza di navigazioni solitarie prima di partire ha ricevuto un rifiuto (con sua sorpresa). La Australian Childhood Foundation, ha invece messo in dubbio che una ragazzina di 16 anni possa pienamente capire i rischi di una tale avventura.
Nonostante i numerosi giudizi sfavorevoli, la Watson ha raccolto comunque una notevole cerchia di supporters. In particolare, il grande navigatore Don McIntyre l'ha fortemente aiutata, scegliendo per lei una barca e assistendola sotto ogni aspetto. Similmente ha fornito supporto anche Tony Mowbray, altro circumnavigatore del globo, affermando che Jessica "lo sta facendo per buone ragioni". Addirittura il milionario e avventuriero Richard Branson, patron della Virgin, ha fornito il suo supporto.

Anche a viaggio in corso sono giunti attestati di stima. Il primo ministro australiano Kevin Rudd ha detto in un discorso pubblico il 26 gennaio: 

In diretta sulla ABC il 26 gennaio 2010, Abby Sunderland, altra giovane velista che ha inutilmente tentato il giro del mondo ed era de facto in competizione con lei per il primato di precocità, ha seguito il doppiaggio di Capo Horn, congratulandosi con la "rivale":

## Piano di viaggio
La circumnavigazione ha come base di partenza e arrivo Sydney e passa vicino a Nuova Zelanda, Isole Figi, Kiribati, Capo Horn, Capo di Buona Speranza, Capo Leeuwin, Capo Sud Est. D'accordo con le norme della International Sailing Federation e del World Sailing Speed Record Council (WSSRC) in materia di circumnavigazioni, l'equatore deve essere attraversato e non seguito, per non intralciare alcune rotte commerciali; il passaggio è avvenuto vicino a Kiritimati.
La partenza è stata annunciata nel maggio 2009. Il viaggio originariamente doveva durare otto mesi, per una distanza di circa 23.000 miglia nautiche.
Grazie a una navigazione particolarmente veloce, il viaggio sarebbe potuto finire già a febbraio 2010) e coprire meno di 22.000 miglia nautiche.
Il piano era di viaggiare in solitario e senza assistenza. Ciò vuol dire che per tutto il giro del mondo nessuno l'avrebbe aiutata in alcun modo e lei non si sarebbe mai potuta fermare in alcun porto né avrebbe potuto farsi assistere da altre navi, potendo solo comunicare via radio con Sydney. Volendo la circumnavigazione poteva essere fatta anche con fermate e assistenza (il record di precocità sarebbe arrivato lo stesso), ma Jessica ha scelto la via più difficile.

## Giornale di bordo

La rotta seguita da Jessica Watson

Jessica Watson è finalmente partita dal porto di Sydney il 18 ottobre 2009 sul suo sloop rosa Ella's Pink Lady, dirigendosi verso l'Oceano Pacifico.
Ha passato Tonga il 5 novembre, ma non è potuta passare accanto a Nuova Zelanda e Figi causa vento sfavorevole.
Ha passato l'equatore il 19 novembre 2009 (data australiana), a circa 161°40' di longitudine ovest, vicino a Jarvis Island, e ha passato Kiritimati il 22 novembre 2009 (data australiana) dopo 36 giorni. Quindi ha ripassato l'equatore a 156°20' di longitudine ovest e ha continuato in direzione sud-est verso Capo Horn. La distanza percorsa tra Sydney e Kiritimati era di circa 3.900 miglia nautiche. A Natale era presso il Polo oceanico dell'inaccessibilità (Point Nemo), il punto della superficie terrestre più lontano dalla terraferma.
Il 13 gennaio 2010 (ore 9:40 UTC) ha passato Capo Horn, dopo aver percorso 9,800 miglia nautiche in 87 giorni. Era in anticipo di 11 giorni, visto che il piano era di percorrere 100 miglia al giorno. Poco dopo i suoi genitori l'hanno sorvolata su un piccolo aereo per testimoniare il passaggio.
Il 23 gennaio 2010, parecchi giorni dopo aver passato le Isole Falkland, è stata investita da una grossa tempesta con onde alte 10 metri e vento a 70 nodi. La tempesta non ha fatto particolari danni alla barca, ma ha accidentalmente attivato il sistema SOS, costringendo Jessica a far fermare i soccorsi che già erano partiti.
Il 25 gennaio 2010, centesimo giorno di navigazione, ha superato il punto medio del viaggio, dopo aver percorso 11.500 miglia sulle 23.000 previste.
Il 15 febbraio 2010 ha attraversato il Meridiano di Greenwich, passando dall'Emisfero Ovest all'Emisfero Est.
Il 24 febbraio Jessica ha passato Capo di Buona Speranza e Capo Agulhas, il punto più a sud dell'Africa, passando dall'Oceano Atlantico all'Oceano Indiano.
Dal Sudafrica, Jessica ha navigato 5000 miglia verso l'Australia dell'ovest.
Il 10 aprile è entrata nelle acque territoriali australiane. I genitori e la stampa l'hanno sorvolata su un piccolo aereo per darle il benvenuto.
Il 12 aprile Jessica Watson ha passato Cape Leeuwin, nel sud-ovest dell'Australia. Deve percorrere approssimativamente 2.500 miglia per raggiungere la Tasmania e ritornare a Sydney per completare l'impresa.
Alle 13:53 del 15 maggio 2010, Jessica Watson ha attraversato la linea del traguardo nel porto di Sydney, dopo 210 giorni di viaggio e 3 giorni prima del suo diciassettesimo compleanno.
Durante il viaggio Jessica, essendo priva di assistenza, ha dovuto più volte far fronte a problemi tecnici; molti di questi sono stati riportati sul blog.
Ecco i problemi principali:
- Rottura delle batterie dei monitor (18 dicembre 2009).
- Problemi alla cucina, alla toilette e agli ausili di navigazione (24 gennaio 2010).
- Problemi alla toilette (11 marzo).
- Rottura di alcune pale del generatore eolico (30 marzo).
- Problemi al bollitore (10 aprile).
- Problemi agli ausili di navigazione (18 aprile).
- Rottura del generatore eolico, rimpiazzato con un altro (21 aprile).
- Rottura della pompa del carburante del motore (10 maggio).

## Mancato riconoscimento del record
Il sito Sail-World.com ha pubblicato un'analisi del viaggio il 3 maggio 2010 nel quale si calcola che la distanza percorsa da Jessica Watson è di 19.631,6 miglia nautiche, meno della distanza minima stabilita dal World Sailing Speed Record Council (WSSRC) per omologare un record e che quindi non può essere considerata una circumnavigazione del globo. Le norme del WSSRC affermano "La distanza minima percorsa dall'imbarcazione deve essere di 21.600 miglia nautiche." L'analisi conclude che la distanza percorsa da Jessica, incluse virate e deviazioni strategiche a causa del meteo, sia comunque inferiore alla distanza ortodromica stabilita tra alcune isole e capi. La regola è basata su una più vecchia, seguita dal precedente detentore del primato Jesse Martin, secondo la quale in una circumnavigazione del globo il marinaio deve toccare un punto esattamente agli antipodi del luogo di partenza. Ad esempio, partendo dall'Inghilterra del sud, si deve forzatamente toccare la Nuova Zelanda. La nuova regola afferma invece che una circumnavigazione, per essere valida, deve essere lunga quanto la circonferenza terrestre. Il record è stato in seguito ottenuto da una coetanea della Watson, Laura Dekker, che sempre a 16 anni concluse una circumnavigazione in piena regola.
Alle polemiche Jessica Watson ha risposto seccamente:
Il manager di Jessica, Andrew Fraser, ha rilanciato le rivendicazioni, notando che la WSSRC non riconosce i record stabiliti da under 18, quando invece ha riconosciuto il record della sedicenne Laura Dekker, ottenuto rispettando le regole. Ha detto 

Il giornalista inglese Bob Fisher ha risposto su Sail-World.com: 
Jessica ha commentato duramente questa faccenda nel suo libro, True Spirit(p. 316). Ha affermato di avere scritto moltissime lettere al WSSRC chiedendo quali fossero i requisiti necessari per raggiungere il record. La gelida risposta è stata che i record di precocità non erano più riconosciuti da tempo. Oltre a ciò ha anche affermato che, secondo le sue informazioni, non fosse necessario seguire la rotta di Jesse Martin (che passava molto a nord dell'equatore), ma semplicemente una qualsiasi rotta generalmente accettata come circumnavigazione e già percorsa da altri marinai. Solo alla fine ha scoperto che non era così.
Nel libro ha anche difeso il suo entourage. Sail-World.com ha infatti scritto: "Non crediamo che abbia deciso lei la rotta. La gente pensa che stiamo criticando Jessica, ma non è così. Noi critichiamo il suo entourage". Lei ha tuttavia affermato di essere stata dipinta come "un burattino senza voce in capitolo."(p. 318)

## Opere
- Jessica Watson, True Spirit, Hachette, 2010, ISBN 0-7336-2497-9.

## Filmografia
- True Spirit, regia di Sarah Spillane (2023), biopic distribuito da Netflix.